# 黄金神社
黄金神社（おうごんじんじゃ）は、新北市瑞芳区金瓜石（日本統治時代は台北州基隆郡瑞芳街金瓜石）の現金瓜石黄金博物園区内にかつてあった神社。正式名称は金瓜石社（きんかせきしゃ）で、金瓜石神社、山神社の別名も持つ。現在は遺構が残っている。

## 概要
下関条約によって台湾が日本に割譲された翌年、1896年（明治29年）10月に当時日本唯一の製鉄所・釜石鉱山田中製鉄所を営んでいた田中長兵衛が金瓜石の経営権を取得する。黄金神社は1898年（明治31年）田中家によって基隆山頂より東側の少し平らになった場所に流造の社殿が建立され、同年3月2日に鎮座祭が執り行われた。祭神は大国主命と猿田彦命、そして鉱山の神とされる金山彦命の3神。
田中長兵衛は田中組を組織して金瓜石鉱山を運営。内地から多数の日本人技術者を招聘して鋭意鉱山の運営に力を注ぎ、金瓜石は数年たらずの間に著しい発展をとげた。黄金神社では毎年盛大な「山神祭」が開かれたという。神社は二代目長兵衛時代の1914年（大正3年）頃現在の地に遷座された。
その後1925年（大正14年）に田中家から後宮信太郎に経営権が移り、1933年（昭和8年）に日本鉱業（現在のJX金属）が金瓜石鉱山を買収すると、台湾総督府の進める「一街庄一社」運動を受けて1936（昭和11）年4月に神社の敷地拡張を決定。翌年にかけて拝殿・本殿の再建や休憩所・外苑の増築を行った。
外地に作られた神社でも現地で信仰される神々が祭神として祀られることは少なかったが、黄金神社では例外的に毎年旧暦三月に媽祖生誕祭が執り行われていた。
太平洋戦争後廃社となり社殿などは破却されたが、社殿を支えていた柱や鳥居、燈籠などが今も残る。現在でも金運上昇のパワースポットとして、多くの観光客が訪れるほか、当時の祭りを再現した「夏祭り（山神祭）」も行われている。2001年に行政院文化建設委員会の台湾歴史建築百景に選出。2007年には市の文化遺産（直轄市定古蹟）に登録された。